# Лобанов, Георгий Павлович
Георгий Павлович Лобанов (23 апреля 1896, Килеево, Уфимская губерния, Российская империя — 17 сентября 1963, Ефремов, Тульская область, СССР) — советский военачальник, участник Гражданской войны, Польского похода Красной армии (1939), Великой Отечественной войны, генерал-майор танковых войск (1942).

## Биография
Георгий Лобанов родился 23 апреля 1896 года в селе Килеево Белебейского уезда Уфимской губернии (ныне Бакалинский район, Республика Башкортостан, Россия). Русский. Из служащих.
Член ВКП(б) с 1919 года.
Образование. Окончил 4-классное училище (1906). Окончил 4-месячные пехотные курсы в Самаре (1923), Татаро-башкирская пехотная школа (1927, экстерном), АКТУС при Военно-технической академии РККА (г. Ленинград, 1932).

## Служба в Русской императорской армии
В Русской императорской армии с октября 1915 года по октябрь 1917 года. Фельдфебель.

### Служба в армии
В РККА с 10 декабря 1917 года.
10 декабря 1917 года добровольно вступил в Особый отряд 35-й стрелковой дивизии (с. Готки Витебской губернии). 
С января 1918 года ид начальника штаба Отряда КА при Совдепе г. Петропавловск (Акмолинской области). 
С мая 1918 года находился в плену у казаков Волкова и белочехов (в заключении в Петропавловской тюрьме). В январе 1919 года бежал, скрывался.
С июня 1919 года. помощник командира батальона 2-го запасного полка 5-й армии Восточного фронта. 
С января 1920 года Уполномоченный Челябинского губЧК по Миасскому району.
С февраля 1921 года командир 3-го батальона 114-го стрелкового полка 57-й стрелковой дивизии. 
С февраля по августа 1923 года слушатель Самарских пехотных курсов. 
С августа 1923 года командир 2-го батальона 171-го стрелкового полка 57-й стрелковой дивизии.
С мая 1925 года командир 3-го батальона 1-го Казанского стрелкового полка 1-й Казанской стрелковой дивизии. С апреля 1929 года помощник командира 1-го Казанского стрелкового полка по хоз.части 1-й Казанской стрелковой дивизии.
С декабря 1931 года по май 1932 года слушатель АКТУС при мото-механизированном факультете Военно-технической академии РККА.
С мая 1932 года - командир 14-го механизированного полка 14-й кавалерийской дивизии (Новоград-Волынский, Украинский ВО). 
В апреле 1934 года назначен инспектором моторизации корпуса военных учебных заведений Украинского ВО (г. Киев). 
С апреля 1936 года — инспектор АБТ частей 7-го кавалерийского корпуса.
С мая 1938 года — помощник командира 24-й легкотанковой бригады по строевой части.
С 31 октября 1938 года — начальник АБТВ Армейской кавалерийской группы войск Киевского особого военного округа. (С декабря 1940 года — 26-й армии).

### В Великую Отечественную войну
Начало Великой Отечественной войны встретил в прежней должности.
С августа 1941 года заместитель начальника АБТУ Юго-Западного фронта.
С ноября 1941 года начальник АБТО 37-й армии. 
С июля 1942 года заместитель командующего 37-й армии по танковым войскам. 
С 28 декабря 1942 года по 18 января 1943 года командир танковой группы Лобанова-Титова Северо-Кавказского фронта. 
С февраля 1943 года командующего БТ и МВ 37-й армии.
С июня 1943 года - начальник штаба БТ и ВМ Северо-Кавказского фронта. (С 20 ноября 1943 года  Отдельной Приморской армии).
Приказом НКО № 03692 от 15.12.1943 года назначен начальником Полтавского танкового училища.

### После войны
С ноября 1945 года в распоряжении Командующего БТ и МВ ВС. 
С апреля - мая 1946 года командир 8-й учебной танковой бригады. 
С 12 декабря 1946 года в распоряжении Командующего БТ и МВ ВС. 
С 1 февраля 1947 года начальник штаба БТ и МВ Южной группы войск. 
С 27 декабря 1947 года - Начальник штаба БТ и МВ Северо-Кавказского ВО (Ростов-на-Дону).
С 30 сентября 1949 года в распоряжении ОК Главного автотракторного управления ВС. 
С 24 ноября 1949 года начальник автотракторного отдела, он же начальник автотракторной службы Таврического ВО.
С 22 июня 1951 года начальник автотракторного управления (после 1953 года - отдела) Северной группы войск.
Приказом МО СССР № 0432 от 27.01.1956 года уволен в запас по ст. 59 а.
Умер 17 сентября 1963 года. Похоронен в Симферополе на Военном кладбище.

## Награды
- Орден Ленина (30.04.1945)[5];
- Орден Красного Знамени, три: (14.09.1943)[6], (03.11.1944)[7], (20.06.1949)[8];
- Медаль XX лет РККА, (1938)[3];
- Медаль «За оборону Кавказа» (22.12.1942)[3];
- Медаль «За победу над Германией в Великой Отечественной войне 1941-1945 гг.» , 9 мая

1945 года;
- Юбилейная медаль «30 лет Советской Армии и Флота»;
- Юбилейная медаль «40 лет Вооружённых Сил СССР»;

## Воинские звания
- полковник ((Приказ НКО № 0422/п от 27.01.1936)),
- генерал-майор танковых войск (Постановление СНК СССР № 1234 от 21.07.1942)[10]

## Память
- Имя воина увековечено в Главном Храме Вооружённых сил России и на мемориале «Дорога памяти»[10][11].